# Kedrovij (Tomszki terület)
Kedrovij (oroszul: Кедровый) területi alárendeltségű város Oroszország Tomszki területén, Nyugat-Szibériában. Olajmunkások „alvó-városa”.
Népessége: 2451 fő (a 2010. évi népszámláláskor).
Neve az orosz kedr („кедр”) szóból származik, melynek főjelentése 'cédrus', de itt nyilván a Szibériában elterjedt „сибирский кедр” (Pinus sibirica) fenyőfajt jelenti, amit magyarul általában cirbolyafenyőnek hívnak.

## Elhelyezkedése
A Tomszki terület délnyugati részén, Tomszk területi székhelytől 480 km-re északnyugatra, a Parabeli járás központi részén helyezkedik el, de a város 1987 óta nem része a járásnak. A Csuzik (a Parabel egyik forrásága) partjához közel, a mocsaras Vaszjugan-síkság északkeleti területén fekszik. Nyáron közúton nehezen megközelíthető, télen Bakcsarból a fagyott földön kialakított 100 km-es ideiglenes autóút vezet a városba. 

## Története
A helység az olajmunkások településeként keletkezett, építése 1981-ben kezdődött. 1986-ban kapta mai nevét, 1987-ben lett város.
Története összefügg a közelben fekvő Pugyino falu történetével, melyet a korábbi szölkup település helyén egy Pugyin nevű orosz kereskedő alapított 1915-ben. Az 1930-as évektől az 1950-es évek elejéig ebbe a körzetbe – a mai Tomszki terület több más körzetéhez hasonlóan – orosz és számos más nemzetiségű, politikailag megbízhatatlannak ítélt családok sokaságát száműzték. Pugyino volt a járási különleges parancsnokság (komendatúra) központja, amelyhez 59 kistelepülés tartozott.
1979-ben elhatározták, hogy itt, Pugyino közelében építik fel a Tomszki terület második „olajváros”-át (Sztrezsevoj után). Kedrovijt ezzel a céllal kezdték építeni 1981-ben. A faházak után ötemeletes panelházakat emeltek, infrastruktúrát teremtettek, óvodát, iskolát, repülőteret építettek. Parabelből Pugyinóba 180 km-es olajvezetéket fektettek le, ez 1982-re készült el. Vasúti mellékvonalat, Tomszk felé országutat készültek építeni. Egy merész elképzelés szerint a város mintegy ötvenezer embernek adott volna otthont.
A Szovjetunió felbomlásával a munkákkal leálltak. Az olajvállalat (Luginyecknyefty), amelyen gazdaságilag a tervek jórésze alapult, 2003-ban átalakult gazdasági társasággá. A kis lélekszámú város lakóinak többsége napjainkban is az olaj- és gáziparban dolgozik. A távoli munkatelepekre (munkatelepekről) helikopterrel szállítják az olajmunkásokat, akik rotációban, többhetes váltásokban dolgoznak. Pugyino önkormányzati szempontból jelenleg Kedrovijhoz tartozik.